# Apeadeiro de Seixas
O Apeadeiro de Seixas é uma interface da Linha do Minho, que serve a localidade de Seixas, no concelho de Caminha, em Portugal.

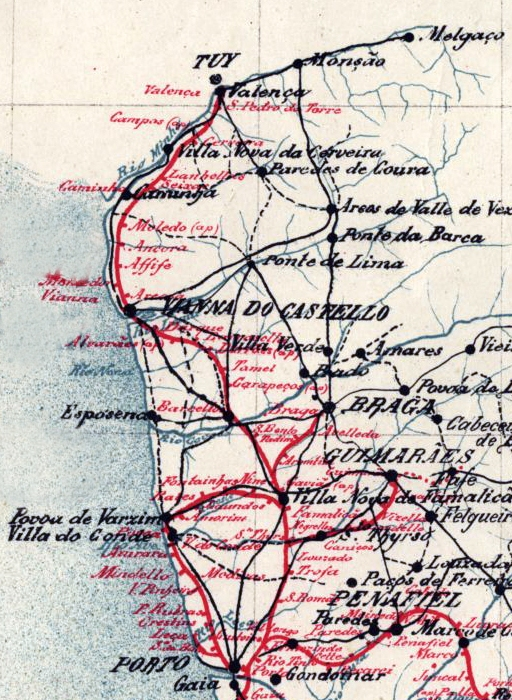
Mapa de 1895, onde se pode ver a localização da gare de Seixas, já com a categoria de estação

## História
Este apeadeiro insere-se no lanço da Linha do Minho entre Caminha e São Pedro da Torre, que entrou ao serviço em 15 de Janeiro de 1879.
Teve a categoria de apeadeiro até 1894, quando foi promovido a estação, apenas para os serviços de grande velocidade.
Um diploma emitido pelo Ministério das Obras Públicas e Comunicações em 29 de Dezembro de 1934 aprovou um projecto da Companhia dos Caminhos de Ferro Portugueses para a ampliação desta estação, com a construção de uma retrete, um poço e uma fossa.
Em 1985 este interface era já oficialmente considerado como apeadeiro, ainda que conservando o edifício de passageiros — que se situa do lado sudeste da via (lado direito do sentido ascendente, a Monção).

Em 2021, após obras de reparação e eletrificação, começaram a circular neste troço (Viana-Valença) comboios elétricos.